# Data-ink

## Data-Ink Ratio
No âmbito da apresentação e visualização de informação, “data-ink ratio” é o termo em inglês que relaciona a quantidade de simbologia ou coloração utilizada em elementos decorativos ou auxiliares versus a simbologia ou coloração utilizada efectivamente na comunicação de informação.
Em notação mais formal pode ser apresentado da seguinte forma: DATA INK RATIO = INK USED IN INFORMATION/ TOTAL INK USED
Em princípio quanto maior for este rácio maior será a eficácia da leitura e interpretação dos dados ou infomação numa apresentação gráfica.
O termo foi introduzido, durante os anos 70 e 80 do século XX, por Edward Rolf Tufte nos seus trabalhos dedicados à apresentação de informação. Nesses trabalhos Tufte relevou a importância de uma comunicação eficaz da informação quantitativa apresentada em gráficos. Outros conceitos chave introduzidos nestes trabalhos foram  “lie-factor” e “data-density” associados também à apresentação gráfica.

## Directivas para Aumentar o Data-Ink Ratio
Como é evidente da análise da relação apresentada anteriormente o aumento deste rácio obtém-se à custa da eliminação do acessório tal como é sugerido pelas seguintes directivas[1]:
- Elimine-se elementos e efeitos em 3D, favorecendo as soluções planas em 2D.
- Elimine-se molduras ou bordas de elementos gráficos, variações de cor podem ser suficientes
- Simplifique-se as escalas, utilizando apenas os valores necessários para enquadrar os dados. Excesso de detalhe na escala não acrescenta informação.
- Reduzir ou eliminar grelhas verticais e horizontais. Em alternativa pode-se utilizar colorações leves para estes elementos.
- Em algumas situações escalas ou grelhas podem ser totalmente eliminadas utilizando os valores directamente sobre o gráfico.
- Integrar a legenda no próprio gráfico. Por exemplo, num gráfico de barras a categoria apresentada pode estar directamente escrita nas barras.
- Não utilizar padrões complexos ou imagens para distinguir as várias categorias num gráfico. Utilize-se unicamente a cor.

## Um exemplo clássico
Muito antes de Tufte um outro pioneiro da apresentação de informação gráfica, ainda durante o séc XIX, apresentou o que é considerado por alguns um dos melhores gráficos de sempre pela quantidade de informação que transmite utilizando uma apresentação gráfica. Trata-se do clássico gráfico da campanha russa de Napoleão por Charles Minard[2].
Da esquerda para a direita e com uma cor clara é apresentado o sentido da invasão e a dimensão do exército de Napoleão. Da direita para a esquerda é apresentada a fase de retirada. Alguns pontos geográficos são dados como referência e durante a fase de retirada é também apresentado as temperaturas às quais o exército napoleónico este exposto. Com este gráfico conseguimos vislumbrar o drama que ocorreu durante esta campanha. De mais de 400.000 homens que partiram apenas uns poucos regressaram.
Um verdadeiro exemplo de um elevado “Data-Ink Ratio”.

## Impacto no Desenho de Dashboards e Scorecards
Nos sistemas de informação modernos onde se privilegiam, para alguns processos de negócio, o acesso e leitura rápida de informação, os conceitos apresentados por Tufte ao longo da sua carreira têm uma grande utilidade no desenho dos módulos e elementos de apresentação de dados.